# Erebia semimurina
Erebia semimurina är en fjärilsart som beskrevs av B.C.S Warren 1936. Erebia semimurina ingår i släktet Erebia och familjen praktfjärilar. Inga underarter finns listade i Catalogue of Life.